# Campigny (Calvados)
Campigny ist eine französische Gemeinde mit 185 Einwohnern (Stand 1. Januar 2022) im Département Calvados in der Region Normandie (vor 2016 Basse-Normandie). Sie gehört zum Arrondissement Bayeux und zum Kanton Bayeux. Die Einwohner werden Campignais genannt.

## Geografie
Campigny liegt etwa zehn Kilometer westsüdwestlich des Stadtzentrums von Bayeux. Umgeben wird Campigny von den Nachbargemeinden Crouay im Nordwesten und Norden, Cottun im Norden und Nordosten, Ranchy im Osten, Agy im Osten und Südosten sowie Le Tronquay im Süden und Westen.

## Bevölkerungsentwicklung
| Jahr                              | 1962 | 1968 | 1975 | 1982 | 1990 | 1999 | 2006 | 2019 |
| Einwohner                         | 167  | 173  | 152  | 123  | 151  | 155  | 173  | 186  |
| Quellen: Cassini, EHESS und INSEE |      |      |      |      |      |      |      |      |

## Sehenswürdigkeiten
- Kirche Notre-Dame aus dem 13. Jahrhundert, Monument historique
- Schloss Fresnes aus dem 18. Jahrhundert, Taubenturm ist Monument historique
- Herrenhaus von Campigny aus dem 16. Jahrhundert, Monument historique

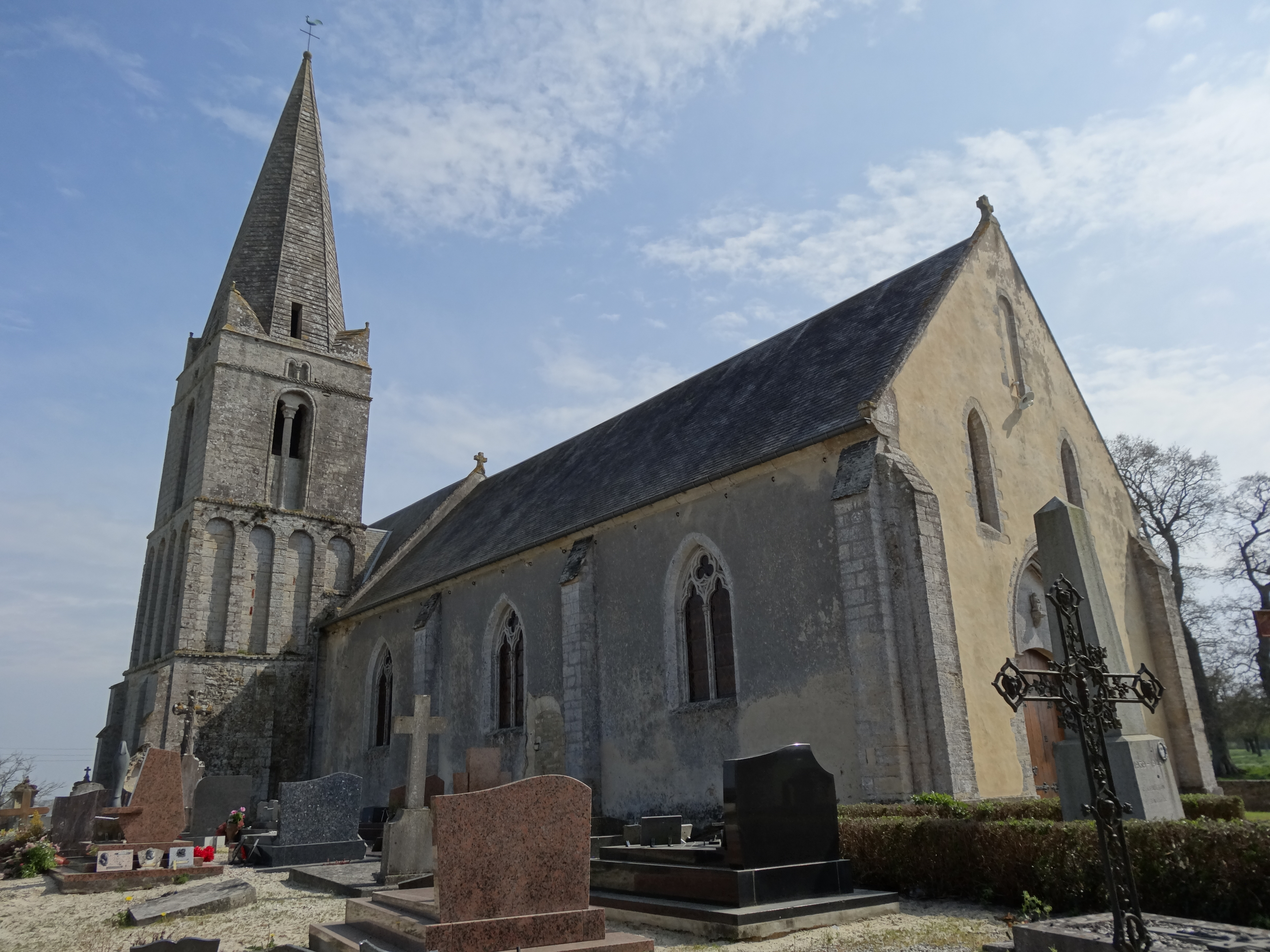
Kirche Notre-Dame
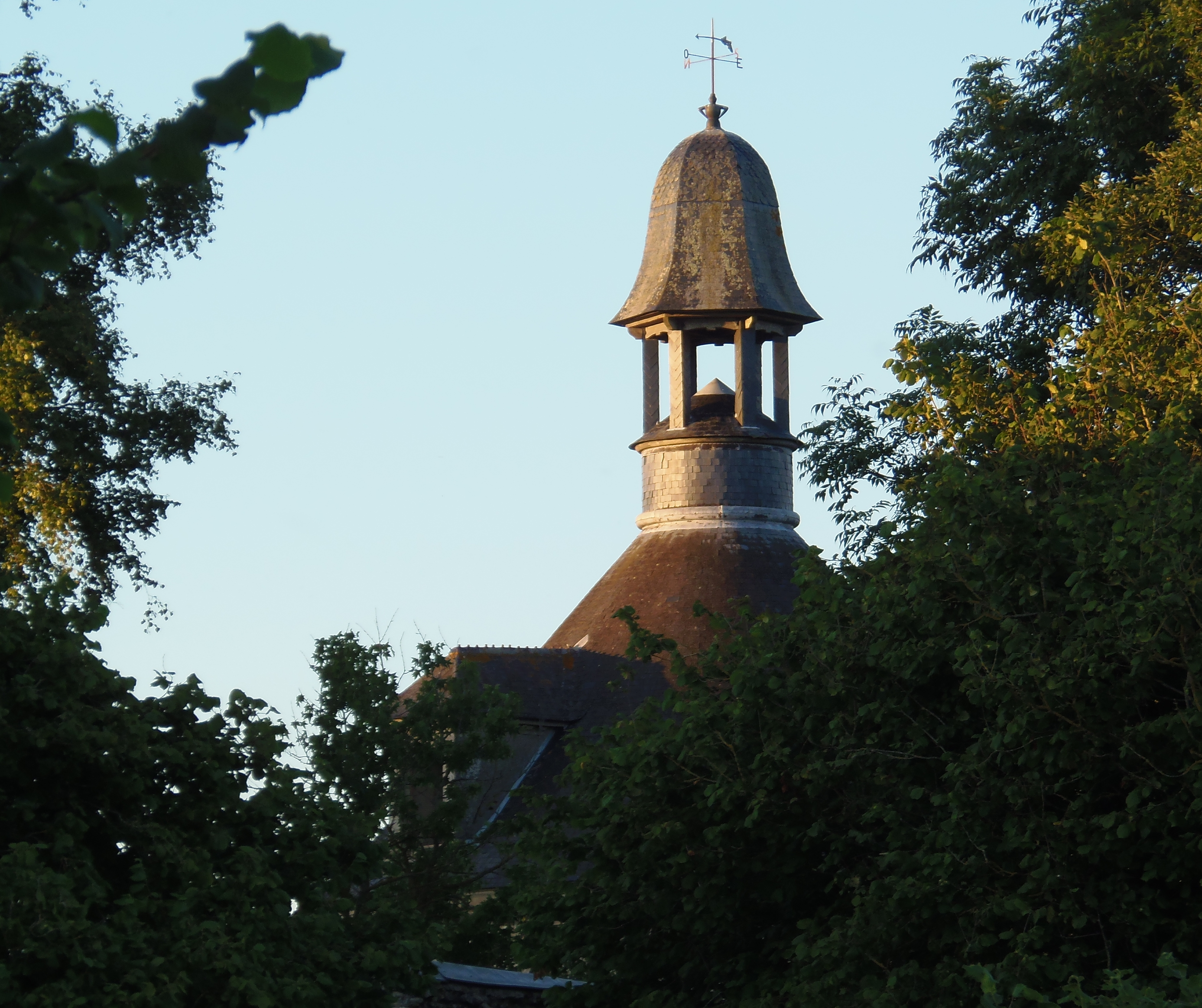
Taubenturm des Schlosses Fresnes
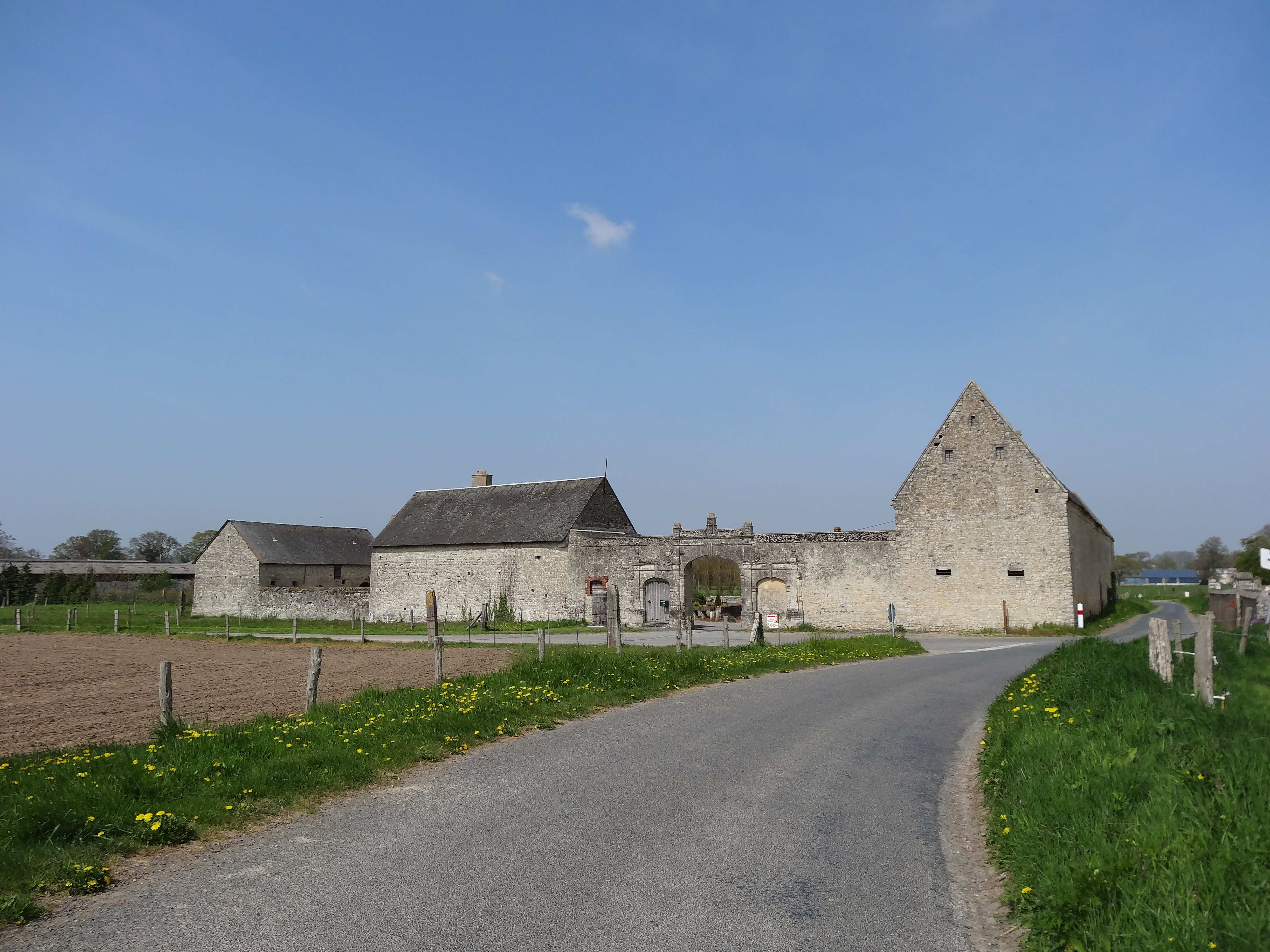
Herrenhaus von Campigny